# Station Pont-Remy
Station Pont-Remy is een spoorwegstation in de Franse gemeente Pont-Remy.